# A proposito di Davis
A proposito di Davis (Inside Llewyn Davis) è un film del 2013 scritto e diretto da Joel ed Ethan Coen, con protagonisti Oscar Isaac, Carey Mulligan, Justin Timberlake e John Goodman.
Il film si ispira alla vita del cantante folk Dave Van Ronk, attivo a New York negli anni sessanta.
Ha partecipato in concorso al Festival di Cannes 2013, dove ha vinto il Grand Prix Speciale della Giuria.

## Trama
New York, febbraio 1961. Llewyn Davis è un giovane cantante folk in forti difficoltà, il cui recente album d'esordio da solista, Inside Llewyn Davis, è stato un completo fiasco. Senza soldi e senza un posto dove andare, si ritrova spesso costretto a contare sull'ospitalità di amici e conoscenti. Una sera, dopo essersi esibito al Gaslight Café nel Greenwich Village, viene pestato sul retro del locale da un individuo misterioso e rozzo per ragioni non immediatamente specificate. 
Davis si risveglia nell'appartamento dei Gorfein, una coppia di docenti universitari suoi amici, che al momento del suo risveglio non sono in casa. Quando se ne va, il loro gatto scappa e rimane chiuso fuori dall'appartamento, cosicché Davis non può fare altro che portarselo fin dentro casa dei suoi altri amici Jim e Jean Berkey, due musicisti come lui che fanno coppia anche nella vita. Jean però non è contenta di vederlo poiché ha scoperto d'essere incinta e che la paternità, probabilmente, è dello stesso Davis, col quale la ragazza aveva avuto una tresca all'insaputa di Jim; non volendo dunque crescere un bambino che non sia effettivamente di Jim, intima a Davis, che in passato si era già trovato a districare questo tipo di situazione con un'altra ragazza, d'organizzare e pagarle di nascosto un aborto. 
Davis fa quindi visita alla sorella nella speranza di farsi prestare un po' di denaro e lei, durante la loro conversazione, allude alla possibilità che torni a lavorare nella marina mercantile casomai la sua carriera musicale non decollasse. Non avendo rimediato nulla dalla sorella, accetta la proposta di Jim di partecipare all'incisione d'una canzone che sta preparando, per la quale acconsente a essere pagato immediatamente 200 dollari in cambio della cessione dei diritti d'autore, in modo da avere alla svelta il denaro per l'aborto. Dopo una vicissitudine causata dalla fuga e, dopo diverso tempo, dal recupero del gatto, Davis va dal medico per prendere l'appuntamento per Jean e apprende che non serve pagare la procedura poiché la ragazza per la quale aveva pagato l'aborto due anni prima, aveva deciso all'ultimo momento di tenere il bambino; il giovane si rende così conto con sgomento che la donna, a sua insaputa, sta crescendo da sola il loro figlio in Ohio. 
Quella stessa sera, Davis riesce ad incontrare i Gorfein ed a restituire loro il gatto, a seguito di cui la coppia lo invita a cena. Nel corso della serata, il signor Gorfein spinge il giovane a dilettare gli altri ospiti con una delle canzoni che suonava quando faceva parte del duo che costituiva assieme a Mike Timlin, un suo caro amico ormai deceduto; il giovane accetta con riluttanza ma quando la signora Gorfein, distrattamente, comincia a cantare in sottofondo la parte di Mike, interrompe bruscamente l'esibizione ed ha un accesso d'ira verso i due coniugi, che accusa di trattarlo come un oggetto da esporre, al pari dei tanti pezzi d'arte che decorano il loro appartamento. Davis viene dunque messo alla porta dai Gorfein, feriti ed offesi per le sue esternazioni, non prima però che la signora Gorfein gli riconsegni il gatto facendogli notare che non è il loro, poiché di sesso sbagliato. 
Il giorno successivo, il giovane viene avvisato dal suo anziano agente che il produttore discografico Bud Grossman sta tenendo delle audizioni per la propria etichetta a Chicago e che questa potrebbe essere finalmente l'occasione che stava aspettando. Non potendo organizzargli un viaggio su misura, il suo agente lo mette in contatto con Roland Turner, un burbero e scontroso jazzista, in viaggio come turnista e perciò di strada. Turner, che si fa scortare da un aspirante poeta beat laconico e taciturno chiamato Johnny Five, si mostra da subito sprezzante ed aggressivo nei confronti di Davis, tanto da sminuirlo come cantante folk e deridere la morte del suo vecchio compagno Mike, di cui il giovane gli ha confessato che è morto da suicida, gettandosi da un ponte poco dopo un concerto che tennero fuori città.
Durante il viaggio, il giovane scopre che Turner è un eroinomane ed infatti, nel bagno d'una tavola calda lungo la strada, lo trova collassato per una dose eccessiva d'eroina. Successivamente, i tre si fermano sul ciglio dell'autostrada per dormire ma vengono avvicinati da un'auto della polizia, che arresta Johnny quando questi si ribella ad una perquisizione. Senza le chiavi dell'auto, Davis prosegue il suo viaggio a piedi, lasciando nel veicolo il gatto e Roland, privo di sensi. Il giovane riesce a giungere a Chicago, dove tiene l'audizione davanti a Grossman, ma il responso non è dei più incoraggianti: come solista non ha possibilità ma, se inserito in un complesso, potrebbe avere successo; il produttore gli offre dunque un posto in un trio musicale che sta formando ma Davis, ancora condizionato dal forte ricordo di Mike, rifiuta, dicendo che la cosa non farebbe per lui. Si mette così in viaggio per tornare a New York, facendo l'autostop. Durante la guida notturna, in cui ha dato il cambio ad un autista che l'aveva caricato, investe accidentalmente ciò che sembrerebbe essere il gatto che aveva abbandonato; sceso dall'auto per controllare, scruta, pur non potendolo discernere pienamente, l'animale ferito che sparisce nel bosco. 
Tornato in città e ormai rassegnatosi all'idea d'abbandonare la musica, Davis tenta d'imbarcarsi nella marina mercantile ma, per poterlo fare, è costretto a sborsare i 200 dollari che aveva guadagnato per saldare tutte le spese e tasse di quota che aveva col sindacato. Purtroppo per lui, tutto ciò si rivela vano, poiché sua sorella ha accidentalmente buttato la sua licenza di marinaio, indispensabile per potersi imbarcare, e dal sindacato gli fanno sapere che quel documento non è sostituibile e che va rifatto daccapo. Il giovane si rivede con Jean, alla quale comunica la sua intenzione di lasciare la carriera musicale per fare altro della sua vita, nonostante faccia ben intendere di non avere dei veri piani per il futuro. Jean lo sprona a non piangersi addosso e di continuare a lottare, fin quando anche lui avrà il suo momento. La sera stessa, invitato ad assistere ad un'esibizione di Jim e Jean al Gaslight, Davis viene a sapere da Pappi Corsicato, il gestore del locale, che Jean a suo tempo gli si concesse per avere l'occasione di cantare per la prima volta sul palco del locale; sconvolto ed amareggiato da tale rivelazione, Davis, ubriaco,  insulta violentemente una donna di mezz'età in procinto d'esibirsi sul palco, tanto da farla scappare in lacrime ancor prima che finisca la sua canzone. 
Cacciato di peso dal locale, si reca dai Gorfein per scusarsi d'aver perso il loro gatto e, soprattutto, per la scenata fattagli quella sera, giustificandosi col fatto di non aver ancora superato la morte di Mike. I due coniugi si dimostrano comprensivi e gli confidano che anche loro hanno sofferto per la sua morte e che non era loro intenzione infierire su una ferita ancora aperta; una volta riappacificatisi, dunque, il signor Gorfein gli mostra che il loro vero gatto, Ulisse, aveva nel frattempo ritrovato da solo la strada di casa. Mentre viene accompagnato alla porta, il signor Gorfein gli dice che ha saputo che la canzone di Jim (la stessa di cui aveva rinunciato ai diritti d'autore) sta riscuotendo un grande successo. 
Si ripete la scena che aveva aperto il film, stavolta però in una versione ampliata: Davis si esibisce al Gaslight, in quella che potrebbe essere la sua serata d'addio al mondo della musica e, dopo essersi congedato dal pubblico ed essere sceso dal palco, viene avvicinato da Pappi che lo informa che un "amico" lo sta aspettando sul retro; nell'uscire dal locale, Davis scorge sul palco un giovane sconosciuto che sta per esibirsi dopo di lui, che altri non sarebbe che un esordiente Bob Dylan. Il suo aggressore misterioso si rivela dunque essere il marito della musicista che Davis aveva umiliato la sera precedente, il quale, dopo averlo sonoramente malmenato, se ne va proclamando che lui e la moglie non metteranno mai più piede a New York. Davis lo guarda andarsene a bordo di un taxi e, con tono mesto, gli augura buon viaggio.

## Produzione
Il film prende le mosse dalla riflessione da parte dei Coen sulla rinascita di interesse per il folk negli anni sessanta e in particolare che, a dispetto dell'identità squisitamente rurale del genere, rinacque in una metropoli come New York e che quindi tutti i maggiori interpreti di quella stagione ne fossero nativi, come Dave Van Ronk e Ramblin' Jack Elliott, entrambi di Brooklyn.
Per la scrittura della sceneggiatura la coppia di registi attinse soprattutto dall'autobiografia di Van Ronk, pubblicata postuma nel 2005, The Mayor of MacDougal Street ma, ancor prima d'iniziarne la stesura, i Coen erano partiti da una singola idea: immaginiamo che Van Ronk venga picchiato fuori dal Gerde's Folk City nel West Village. I due registi svilupparono l'idea nelle scene iniziali e poi ci ritornarono periodicamente nei successivi due anni per espandere la storia, partendo però da un personaggio fittizio. Il personaggio creato, Llewyn Davis, sarebbe dunque un miscuglio di Van Ronk, Elliot, e di altri musicisti che si esibivano all'epoca nel West Village di New York. Joel Coen sottolineò il fatto che «il film non aveva una trama vera e propria, e ciò ci portò a riflettere su questo punto, e fu per questo che inserimmo il gatto».
Le riprese furono complicate dall'arrivo prematuro della primavera a New York, che interferì non poco con l'ambientazione invernale che doveva avere il film, e dalla difficoltà di girare con l'ausilio di molti gatti, che, a differenza dei cani, ignorano del tutto il volere dei registi.
Il produttore Scott Rudin, che aveva già lavorato con i Coen in Il Grinta e Non è un paese per vecchi, collaborò al progetto. StudioCanal aiutò finanziariamente la produzione in mancanza di un finanziatore/distributore statunitense.

## Promozione
Il 24 gennaio 2013 è stato diffuso online il primo trailer del film. Il 9 maggio 2013, poco prima della presentazione del film al Festival di Cannes, sono stati diffusi inoltre il trailer red band e un nuovo poster. Il film è uscito nei cinema statunitensi il 6 dicembre 2013, mentre in Italia è stato proiettato dal 6 febbraio 2014.

## Colonna sonora
La colonna sonora è stata curata da T-Bone Burnett, cantautore, produttore e premio Oscar per il brano The Weary Kind, e da Marcus Mumford. Burnett aveva già lavorato con i Coen in occasione di Fratello dove sei? La colonna sonora del film è formata principalmente da pezzi tradizionali statunitensi, con canzoni di artisti come Bob Dylan e A.P. Carter.
1. Hang Me, Oh Hang Me (Canzone tradizionale)
2. Fare Thee Well (Dink's Song) (Canzone tradizionale)
3. The Last Thing on My Mind (Tom Paxton)
4. Five Hundred Miles (Hedy West)
5. Please Mr. Kennedy (Justin Timberlake, Oscar Isaac & Adam Driver)
6. Green Green Rocky Road (Len Chandler & Robert Kaufman)
7. The Death of Queen Jane (Canzone tradizionale)
8. The Roving Gambler (Canzone tradizionale)
9. The Shoals of Herring (Ewan MacCol)
10. The Auld Triangle (Dominic Behan)
11. The Storms Are on the Ocean (A.P. Carter)
12. Farewell (Bob Dylan)

## Riconoscimenti
- 2014 - Premio Oscar
  - Candidatura per la miglior fotografia a Bruno Delbonnel
  - Candidatura per il miglior sonoro a Peter F. Kurland, Skip Lievsay a Greg Orloff
- 2014 - Golden Globe
  - Candidatura per il miglior film commedia o musicale
  - Candidatura per il miglior attore in un film commedia o musicale a Oscar Isaac
  - Candidatura per la migliore canzone originale (Please Mr. Kennedy) a T Bone Burnett, Justin Timberlake, Joel Coen e Ethan Coen
- 2013 - Festival di Cannes
  - Grand Prix Speciale della Giuria a Ethan Coen e Joel Coen
  - Candidatura per la Palma d'Oro a Ethan Coen e Joel Coen
- 2013 - National Board of Review of Motion Pictures
  - Migliori dieci film dell'anno
- 2014 - Premio BAFTA
  - Candidatura per la migliore sceneggiatura originale a Ethan Coen e Joel Coen
  - Candidatura per la migliore fotografia a Bruno Delbonnel
  - Candidatura per il miglior sonoro a Peter F. Kurland, Skip Lievsay a Greg Orloff

Nel luglio 2019 il sito Indiewire.com, specializzato in cinema e critica cinematografica, posiziona il film al quinto posto dei migliori cento film del decennio 2010-2019.